# R. Walton Moore

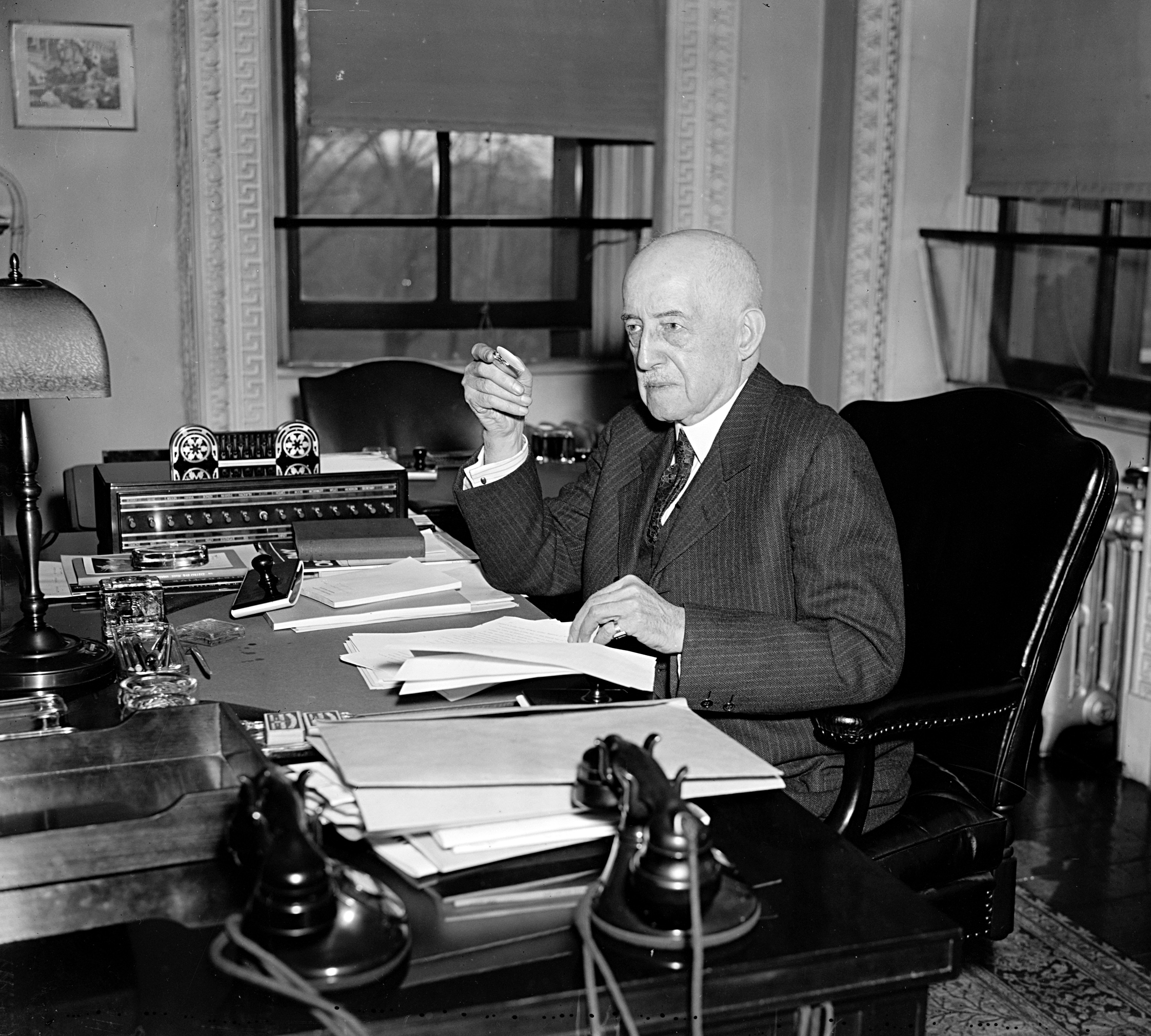
R. Walton Moore (1937)

Robert Walton Moore (* 6. Februar 1859 in Fairfax, Virginia; † 8. Februar 1941 ebenda) war ein US-amerikanischer Politiker. Zwischen 1919 und 1931 vertrat er den Bundesstaat Virginia im US-Repräsentantenhaus.

## Werdegang
Walton Moore besuchte die Episcopal High School in der Nähe von Alexandria. Danach studierte er an der University of Virginia in Charlottesville. Nach einem anschließenden Jurastudium und seiner 1880 erfolgten Zulassung als Rechtsanwalt begann er in Virginia und Washington, D.C. in diesem Beruf zu arbeiten. Gleichzeitig schlug er als Mitglied der Demokratischen Partei eine politische Laufbahn ein. Zwischen 1887 und 1890 gehörte er dem Senat von Virginia an. In den Jahren 1901 und 1902 war Moore Delegierter auf einer Versammlung zur Überarbeitung der Staatsverfassung. 1911 fungierte er als Präsident der Anwaltskammer seines Heimatstaates. Zwischen 1907 und 1917 war er Mitglied im Leitungsgremium des College of William & Mary und der University of Virginia. Robert Moore war auch juristischer Vertreter einiger Frachtunternehmen aus dem Süden vor der Interstate Commerce Commission, dem Bundeshandelsgericht und dem Obersten Gerichtshof der Vereinigten Staaten. In den Jahren 1918 und 1919 gehörte er zu den Rechtsberatern der United States Railroad Administration.
Nach dem Rücktritt des Abgeordneten Charles Creighton Carlin wurde Moore bei der fälligen Nachwahl für den achten Sitz von Virginia als dessen Nachfolger in das US-Repräsentantenhaus in Washington gewählt, wo er am 27. April 1919 sein neues Mandat antrat. Nach fünf Wiederwahlen konnte er bis zum 3. März 1931 im Kongress verbleiben. Im Jahr 1930 verzichtete er auf eine weitere Kandidatur. 1933 wurde Moore von Präsident Franklin D. Roosevelt zum stellvertretenden Außenminister (Assistant Secretary of State) ernannt. Seit 1937 war er als Counselor für das Außenministerium tätig. Er starb am 8. Februar 1941 in seinem Geburtsort Fairfax.